# Маркетт-ле-Лилль
Марке́тт-ле-Лилль (фр. Marquette-lez-Lille) — коммуна во Франции, регион О-де-Франс, департамент Нор, округ Лилль, кантон Лилль-1. Пригород Лилля, расположен в 6 км к северу от центра города, по обеим сторонам канала Дёль.
Население (2017) — 10 376 человек.

## Достопримеччательности
- Здание мэрии 1874 года
- Бывшая мукомольная фабрика Гран-Мулен-де-Пари
- Руины цистерцианского аббатства Нотр-Дам-де-Маркетт
- Церковь Святого Амана 1874 года
- Церковь Нотр-Дам-де-Лурд 1932 года

## Экономика
Структура занятости населения:
- сельское хозяйство — 0,0 %
- промышленность — 7,1 %
- строительство — 12,0 %
- торговля, транспорт и сфера услуг — 51,4 %
- государственные и муниципальные службы — 29,5 %

Уровень безработицы (2017) — 11,4 % (Франция в целом — 13,4 %, департамент Нор — 17,6 %). 

Среднегодовой доход на 1 человека, евро (2017) — 22 500 (Франция в целом — 21 110, департамент Нор — 19 490).

## Демография
Динамика численности населения, чел.

## Администрация
Пост мэра Маркетт-ле-Лилля с 2020 года занимает Доминик Легран (Dominique Legrand). На муниципальных выборах 2020 года возглавляемый им правый список победил в 1-м туре, получив 72,45 % голосов.
| Период | Период | Фамилия        | Партия        | Примечания |
| ------ | ------ | -------------- | ------------- | ---------- |
| 1962   | 1980   | Мишель Делебар |               |            |
| 1980   | 1994   | Андре Мареско  |               |            |
| 1994   | 2020   | Жан Делебар    | Разные правые |            |
| 2008   |        | Доминик Легран |               |            |

## Города-побратимы
- Фредерсдорф-Фогельсдорф, Германия
- Слайфорд, Англия, Великобритания
- Тисафиред, Венгрия
- Сомкута-Мар, Румыния

## Галерея

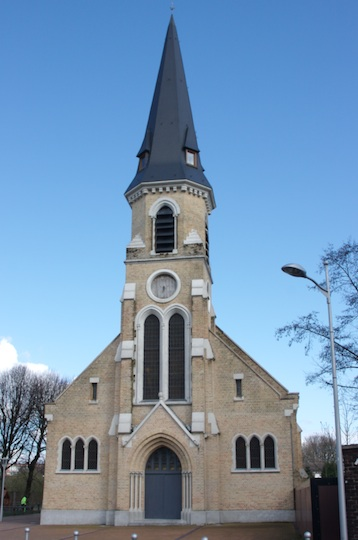
Церковь Норт-Дам-де-Лурд
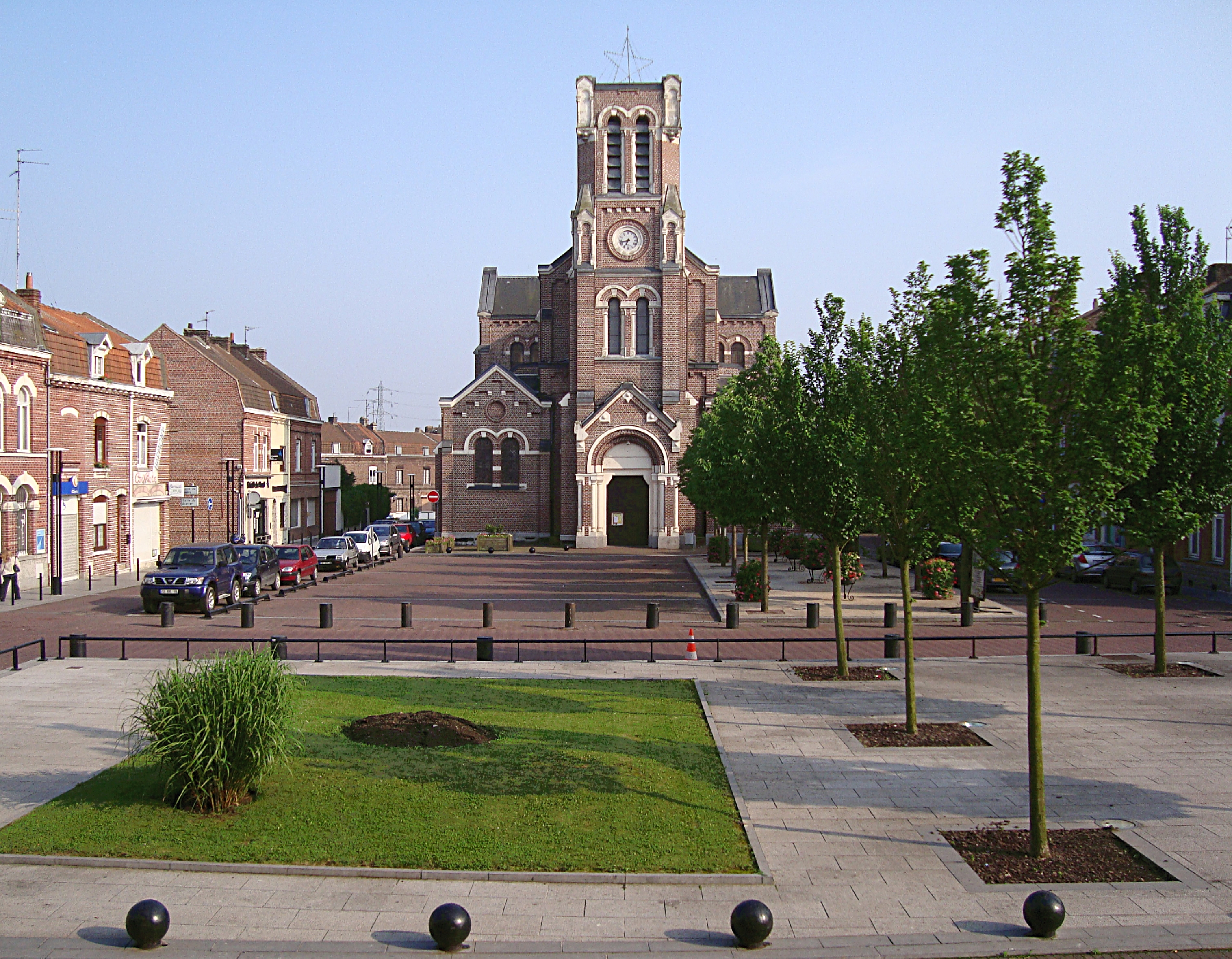
Церковь Святого Амана
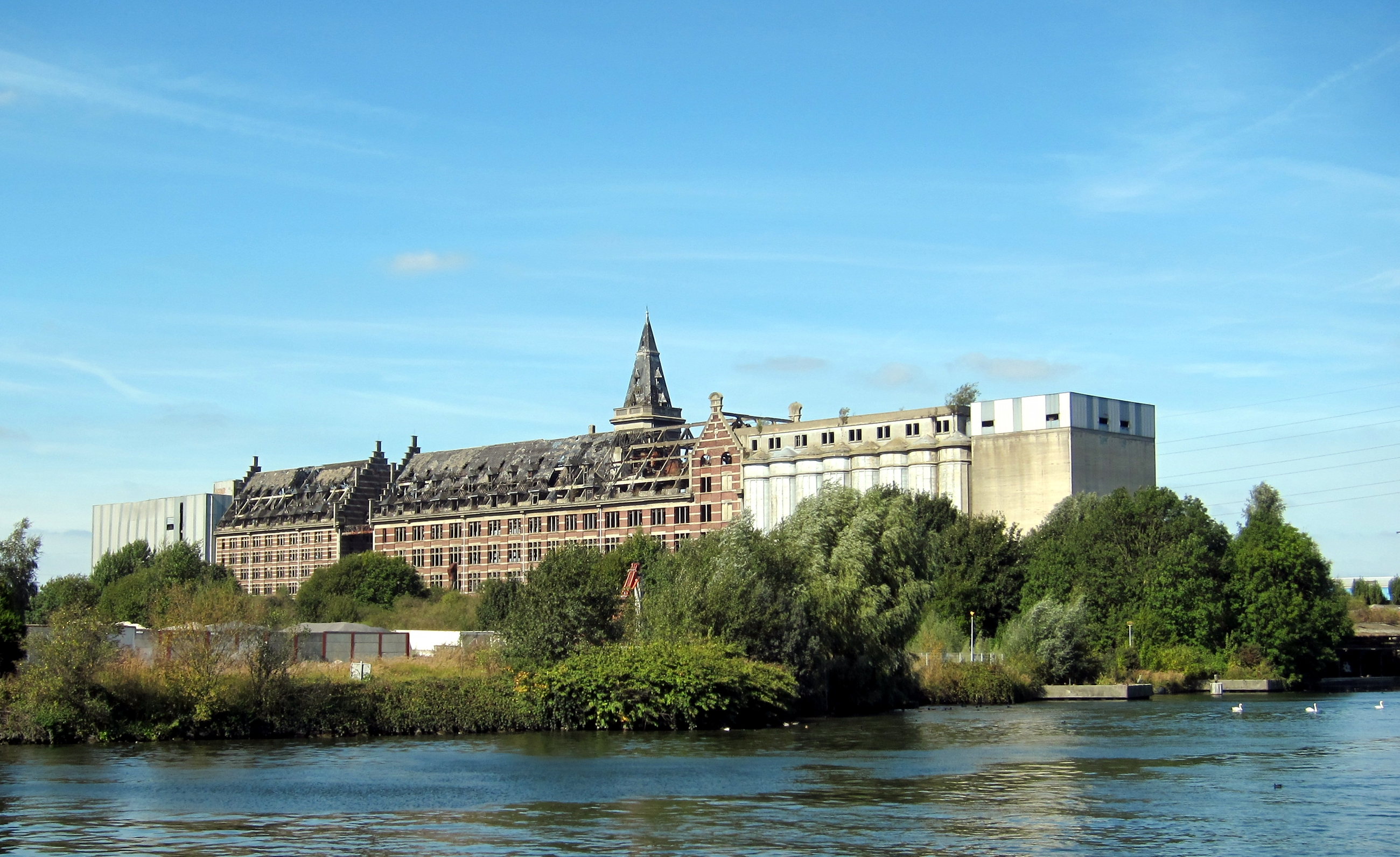
Бывшая мукомольная фабрика

1. 1 2  база данных о французских коммунах — Национальный географический институт Франции, 2015.